# Una notte con il re
Una notte con il re (One Night with the King) è un film del 2006 diretto da Michael O. Sajbel. È un film drammatico statunitense, interpretato da Tiffany Dupont, Luke Goss e John Noble. È basato sul romanzo Hadassah: One Night with the King (2004), di Mark Andrew Olsen e Tommy Tenney.

## Trama
È la versione romanzata di Ester, il 17° libro della Bibbia. Ester, da semplice orfana, viene indotta da Dio a diventare regina della Persia, il regno più potente dell'epoca. Divenne il mezzo per cui Dio avrebbe salvato il suo popolo, gli Ebrei. La storia è un probabile e forte esempio di come Dio sia in grado di aiutare e ad amare tutti coloro che riescono e decidono di abbandonarsi a Lui, la provata dimostrazione di come sia possibile che anche l'ultima delle donne, una semplice orfana, sola con uno zio, possa diventare una regina e venire usata come un grande strumento che lascia un segno indelebile nella storia.

### La storia
La storia narra del re di Persia Assuero, che un giorno organizza un banchetto per onorare la grandezza del suo regno. Durante i festeggiamenti, Aman, uno dei suoi consiglieri, invita re Assuero a presentare al popolo, sua moglie, la regina Vasti, quale simbolo della bellezza e del potere del marito. Vasti si rifiuta di umiliarsi di fronte agli ospiti del consiglio di guerra, così il re, offeso e adirato, la costringe ad abdicare, la ripudia, cacciandola dal palazzo. Inizia così la ricerca di una nuova regina mentre si valutano le possibilità di scendere in campo per la guerra contro il popolo dei greci. Si radunano tutte le vergini del paese nell'harem di palazzo: ognuna di loro dovrà sottoporsi ad una severa e lunga selezione: passare una notte con il re; in questo modo sarà in grado di scegliere colei che diverrà regina al posto di Vasti. Tra queste c'è la giovane Adassa, stupenda e coraggiosa donna ebrea, orfana, allevata dall'adorato zio Mardocheo.

### Adassa diventa Ester
Quando le guardie del Re la prendono in custodia, Mordecai le fa promettere di non rivelare a nessuno che lei è ebrea e le dà un altro nome, Ester, un nome persiano, in grado di depistare chiunque sulle sue vere origini ebraiche. Il motivo di tanta premura ed attenzione nel non mostrarsi attraverso la sua vera identità, sta nel fatto che durante quel periodo storico, gli Ebrei erano considerati una grave minaccia per il regno persiano. Ester entra nelle simpatie dall'eunuco Agag e riesce ad entrare per prima nella camera del Re per leggergli il Libro delle cronache dei Re. Ester però, annoiata da tale lettura, inizia a seguire il suo cuore decidendo di raccontare al Re la storia di Giacobbe, patriarca del suo popolo, e di Rachele. Assuero, apparentemente è duro e indifferente, ma contemporaneamente rimane inavvertitamente affascinato e rapito dalla sua bellezza, ma soprattutto dallo spirito nobile di Ester.

### Ester è regina di Persia. Il Complotto
Quando giunge la sua prima notte, il Re apre il suo cuore a Ester e le confessa il suo amore offrendole il suo regno. Così Ester, anch'ella ormai affezionata al Re, diventa Regina con un Re profondamente innamorato di questa donna, che però non gli ha ancora svelato le sue origini. Un giorno Mardocheo vede per caso i due coppieri del re acquistare del veleno, così avvisa immediatamente Ester che a sua volta aiutata da Agag avvisa il Re, salvandolo dalla cospirazione. Da quel momento inizia un susseguirsi di feroci intrighi nella corte. Re Assuero decise pertanto di nominare Aman l'agaghita primo ministro del Re, ponendo il suo seggio al di sopra di tutti i principi. Tutti i servitori del Re presenti alla porta del Re si inchinavano davanti ad Aman ma Mardocheo, né si inchinava né si prostrava, se non soltanto dinanzi al suo unico e grande Dio.

### Il progetto genocida
Aman stava meditando di distruggere tutti gli Ebrei per vendicarsi di Saul, un re di Israele del passato, a causa del dolore che aveva causato a sua madre e alla sua gente. Quindi Aman con il sigillo reale e la piena fiducia del Re emanò un decreto che condannava a morte tutti gli Ebrei. Quando Mardocheo ne venne a conoscenza, per la disperazione si stracciò le vesti, si cosparse di cenere, e inviò un messaggero da Ester, invitandola a perorare, davanti a Re Assuero, la causa del popolo ebraico.  Ester, dopo aver pregato e a seguito di una lunga esitazione e riflessione, con un immenso atto di coraggio si presentò dal Re a suo rischio davanti a tutta la corte reale, sapendo che era contro il protocollo, e che chiunque si presentasse al Re senza un suo preciso invito avrebbe potuto venire ucciso.

### Ester, Adassa salva il popolo ebraico
Ma come da protocollo il Re poteva stendere il suo scettro e risparmiare la vita: e così avvenne, nonostante alcuni membri della corte per seguire il protocollo incitassero il Re a decretare la sentenza della Regina, Assuero si rifiutò di vederla morire e la salvò in tempo. Ester organizzò un banchetto al quale invitò, sia Aman che Assuero,  per rivelare ad entrambi che lei in realtà era ebrea e voleva salvare il suo popolo. Così Re Assuero decise di risparmiare il popolo d'Israele, condannando Aman ad un'esecuzione sommaria, proprio con l'arma che lo stesso Aman aveva costruito per Mardocheo. Ancora oggi, presso il popolo ebraico, si festeggia il Purim, festa che ricorda appunto tale liberazione.

## Produzione
Il film, diretto da Michael O. Sajbel su sceneggiatura di Stephan Blinn e soggetto di Mark Andrew Olsen e Tommy Tenney,  autori del romanzo. La pellicola fu prodotta da Matt Crouch e Laurie Crouch per la Gener8Xion Entertainment, girato a Dallas nel Texas e a Jodhpur in India, con un budget stimato in 20.000.000 di dollari. Il titolo di lavorazione fu One Night with the King: The Call of Destiny.

## Distribuzione
Il film venne distribuito negli Stati Uniti a partire dal 13 ottobre 2006, al cinema dalla 8x Entertainment, mentre per l'home video dalla FoxFaith con il titolo, One Night with the King.
Alcune delle uscite internazionali sono state:
- negli Stati Uniti il 10 ottobre 2006 (Westwood, California, première)
- in Germania il 9 febbraio 2007 (European Film Market)
- in Sudafrica il 14 settembre 2007
- in Germania il 6 dicembre 2007 (Eine Nacht mit dem König, in DVD)
- in Finlandia il 14 marzo 2008 (Ester - Persian kuningatar, in DVD)
- in Messico il 4 aprile 2008 (La reina persia)
- in Portogallo il 24 aprile 2008 (Uma Noite com o Rei)
- in Italia il 3 dicembre 2008 (Una notte con il re, in DVD)
- in Ungheria il 12 giugno 2009 (Egy éjszaka a királlyal, in prima TV)
- nel Regno Unito il 24 maggio 2010 (Princess of Persia, in DVD)
- in Francia il 18 agosto 2010 (Esther: Reine de Perse, in DVD)
- in Brasile (Conquista de Reis)
- in Norvegia (Esther Queen of Persia, in DVD)
- in Repubblica Ceca (Noc s králem)
- in Spagna (Una noche con el rey)

## Promozione
La tagline è: "Feel The Touch Of Destiny".